# Williamsburg (Kolorado)
Williamsburg – miasto w Stanach Zjednoczonych, w stanie Kolorado, w hrabstwie Fremont.